# Kalwakurthy
Kalwakurthy es una ciudad censal situada en el distrito de Nagarkurnool en el estado de Telangana (India). Su población es de 28060 habitantes (2011). Se encuentra a 80 km de Hyderabad, la capital del estado.

## Demografía
Según el censo de 2011 la población de Kalwakurthy era de 28060 habitantes, de los cuales 14313 eran hombres y 13747 eran mujeres. Kalwakurthy tiene una tasa media de alfabetización del 75,78%, superior a la media estatal del 67,02%: la alfabetización masculina es del 84,90%, y la alfabetización femenina del 66,30%.